# Ponceau 4R
Ponceau 4R (também conhecido como C.I. 16255
, Vermelho Ácido C.I. 18, Escarlate Brilhante 3R, Escarlate Brilhante 4R, Nova Coccina[carece de fontes?]), Púrpura SX[carece de fontes?]) é um corante sintética que pode ser usado como um corante alimentar. É classificado com o número E E124.